# Royaume-Uni au Concours Eurovision de la chanson 1967
Le Royaume-Uni a participé au Concours Eurovision de la chanson 1967 à Vienne, en Autriche. C'est la 10e participation et la première victoire du Royaume-Uni au Concours Eurovision de la chanson.
La chanson Puppet on a String chantée par Sandie Shaw a été sélectionnée lors d'une finale nationale, dans l’émission A Song for Europe organisée par la BBC.

## A Song for Europe 1967
La finale a eu lieu le 25 février 1967 et présenté par Rolf Harris.

### Finale
- Diffusé sur BBC Television le 25 février 1967

| Artiste                                          | Chanson                  | Place |
| ------------------------------------------------ | ------------------------ | ----- |
| Sandie Shaw                                      | Tell The Boys            | 2     |
| Sandie Shaw                                      | I'll Cry Myself To Sleep | 3     |
| Sandie Shaw                                      | Had A Dream Last Night   | 4     |
| Sandie Shaw                                      | Puppet on a String       | 1     |
| Sandie Shaw                                      | Ask Any Woman            | 5     |
| Le tableau suit l'ordre de passage des chansons. |                          |       |

Puppet on a String a remporté la finale nationale et a terminé première du concours.

## À l'Eurovision
Le Royaume-Uni était le 11e pays lors de la soirée du concours, après la Belgique est avant l'Espagne. À l'issue du vote, le Royaume-Uni a reçu 47 points, se classant 1er sur 17 pays. Il faudrait attendre jusqu'en 1978 pour que le Royaume-Uni ne termine pas dans la première moitié du tableau.

### Points attribués au Royaume-Uni
| 10 points    | 9 points | 8 points                                   | 7 points                       | 6 points                     |
| ------------ | -------- | ------------------------------------------ | ------------------------------ | ---------------------------- |
|              |          |                                            | - France - Norvège - Suisse    |                              |
| 5 points     | 4 points | 3 points                                   | 2 points                       | 1 point                      |
| - Luxembourg |          | - Autriche - Belgique - Allemagne - Monaco | - Finlande - Italie - Pays-Bas | - Irlande - Portugal - Suède |

### Points attribués par le Royaume-Uni
| 2 points | France Irlande Luxembourg          |
| 1 point  | Belgique Allemagne Italie Pays-Bas |